# 1271 Avenue of the Americas
1271 Avenue of the Americas, früher auch Time & Life Building genannt, ist ein Wolkenkratzer in Manhattan in New York City. Der Büroturm wurde als erstes Gebäude der Westerweiterung des Rockefeller Centers errichtet, war bis 2015 der Hauptsitz des Medienunternehmens Time Inc. und ist heute der Hauptsitz der Rockefeller Group sowie des Baseball-Verbands Major League Baseball (MLB).

## Beschreibung
Der Wolkenkratzer steht auf der Westseite der Avenue of the Americas, die auch als Sixth Avenue bezeichnet wird, zwischen der West 50th und 51st Street in Midtown Manhattan. Benachbarte Wolkenkratzer sind 1251 Avenue of the Americas und 1221 Avenue of the Americas im Süden, die ebenfalls zum Rockefeller Center gehören, und das UBS Building (165 m) im Norden. Östlich schräg gegenüber befindet sich das 259 m hohe Comcast Building (30 Rockefeller Plaza) mit der bekannten Aussichtsplattform Top of the Rock und direkt gegenüber die Radio City Music Hall.
Der im Jahr 1959 fertiggestellte Büroturm hat eine Höhe von 178,9 Metern (587 Fuß), verfügt über 48 Stockwerke und steht mit 20 m etwas zurückgesetzt von der Sixth Avenue. Die Fassade des rechteckigen Gebäudes besteht aus abwechselnd vertikalen breiten Glas- und sehr schmalen Kalksteinstreifen. Der achtstöckige Gebäudesockel umschließt teilweise den 48-stöckigen Büroturm und reicht entlang der 51st Street bis an die Sixth Avenue. Vor dem Gebäude an der Sixth Avenue und der 50th Street liegt ein öffentlicher Platz mit weiß-grauem Serpentinenpflaster und Brunnen mit Wasserfontänen.
Nach dem Auszug von Time Inc. 2015 wurde das Gebäude in „1271 Avenue of the Americas“ umbenannt und von 2016 bis 2020 einer von Pei Cobb Freed & Partners entworfenen Sanierung im Wert von 600 Millionen US-Dollar unterzogen. Dabei wurde unter anderem die zirka 37.000 Quadratmeter große Glasfassade durch eine neue größere Vorhangfassade mit 58.200 Quadratmetern ersetzt, wodurch das Tageslicht und die Aussicht verbessert und die Energieeffizienz des Gebäudes verbessert wurden. Im Wolkenkratzer befinden sich 1800 Quadratmeter Verkaufsfläche, darunter ein Major League Baseball (MLB) Store, sowie Konferenzräume und ein Auditorium mit 650 Sitzplätzen. Die Lobby beherbergt Kunstwerke von Fritz Glarner und Josef Albers und wurde am 16. Juli 2002 von der Landmarks Preservation Commission zum Wahrzeichen der Stadt erklärt. Mit der Sanierung wurde auch der Vorplatz umgestaltet und die bis 2018 vorhandene „Time & Life–Skulptur“ (Cubed Curve) von William Crovello entfernt und in das Ursinus College in Pennsylvania versetzt.
In der Nachhaltigkeit erhielt der Wolkenkratzer im Jahr 2020 von der U.S. Green Building Council die LEEDv4.1 Gold-Zertifizierung. Vor dem Gebäude an der 50th Street befindet sich ein Zugang zu der Station 47-50 Rockefeller Center der New York City Subway, wo die Linien  verkehren.

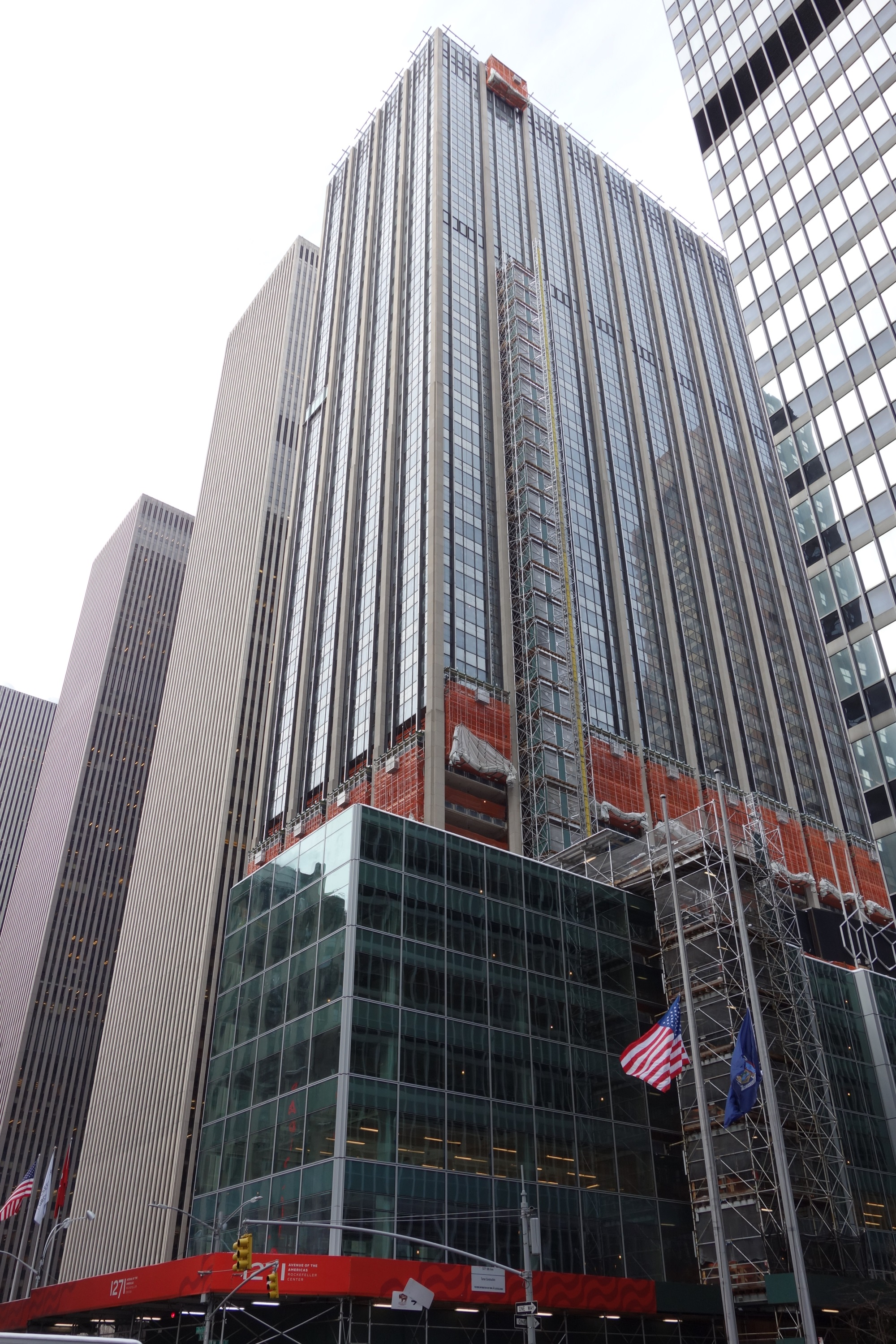
Während der Sanierung im Jahr 2018
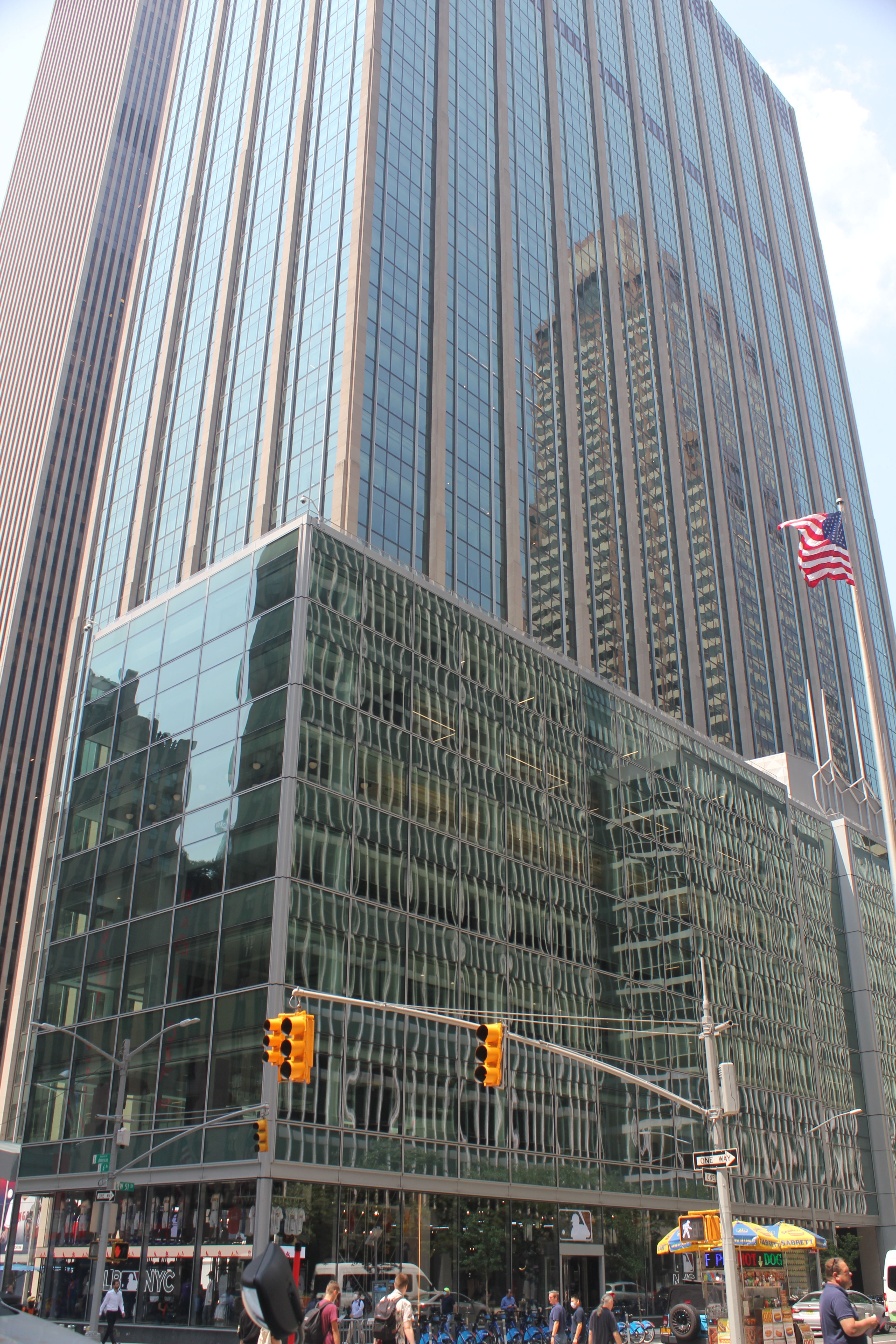
Gebäudesockel an der 51st Street
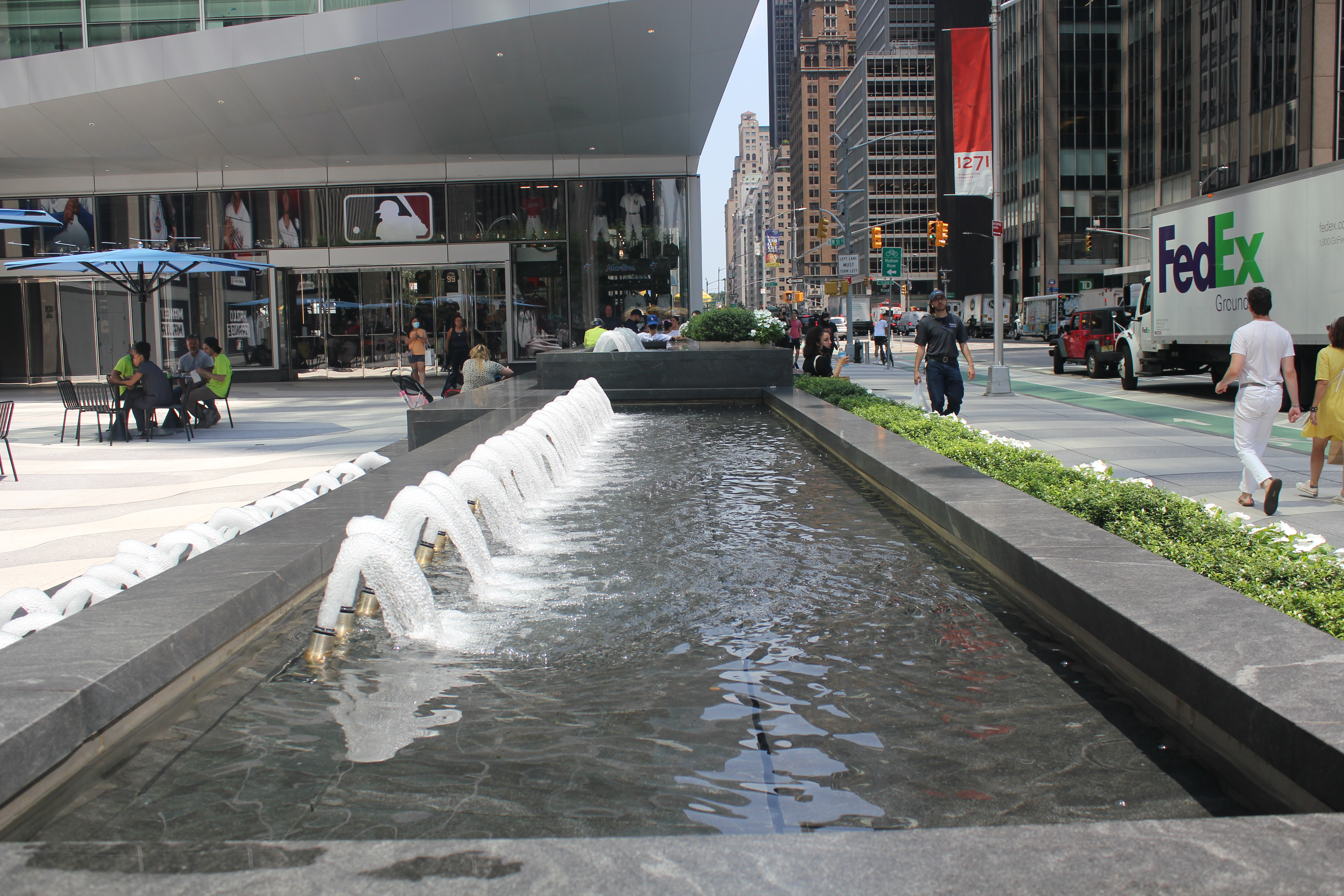
Brunnen und Pflasterung vor dem Gebäude
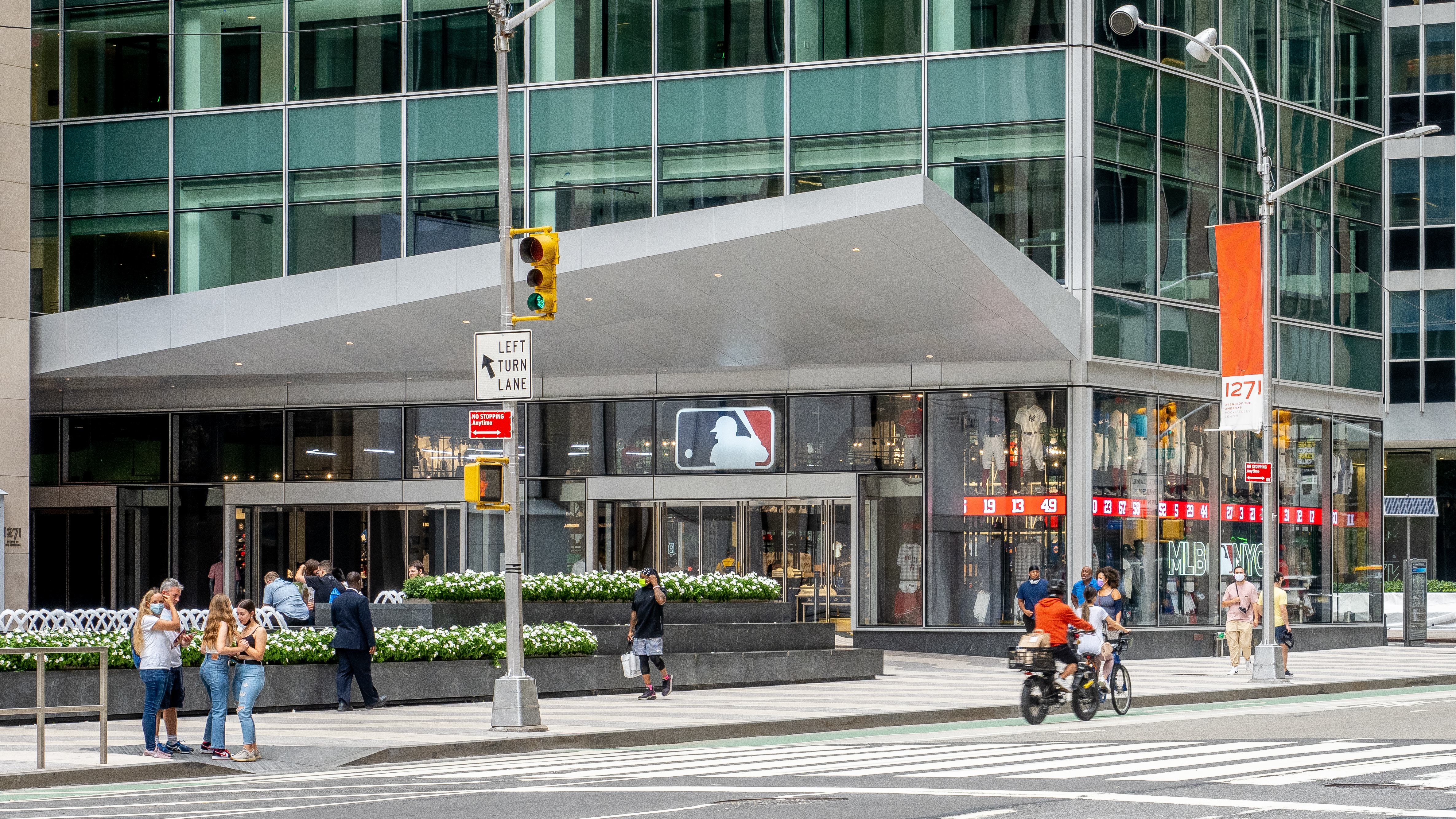
Major League Baseball Store im Erdgeschoss
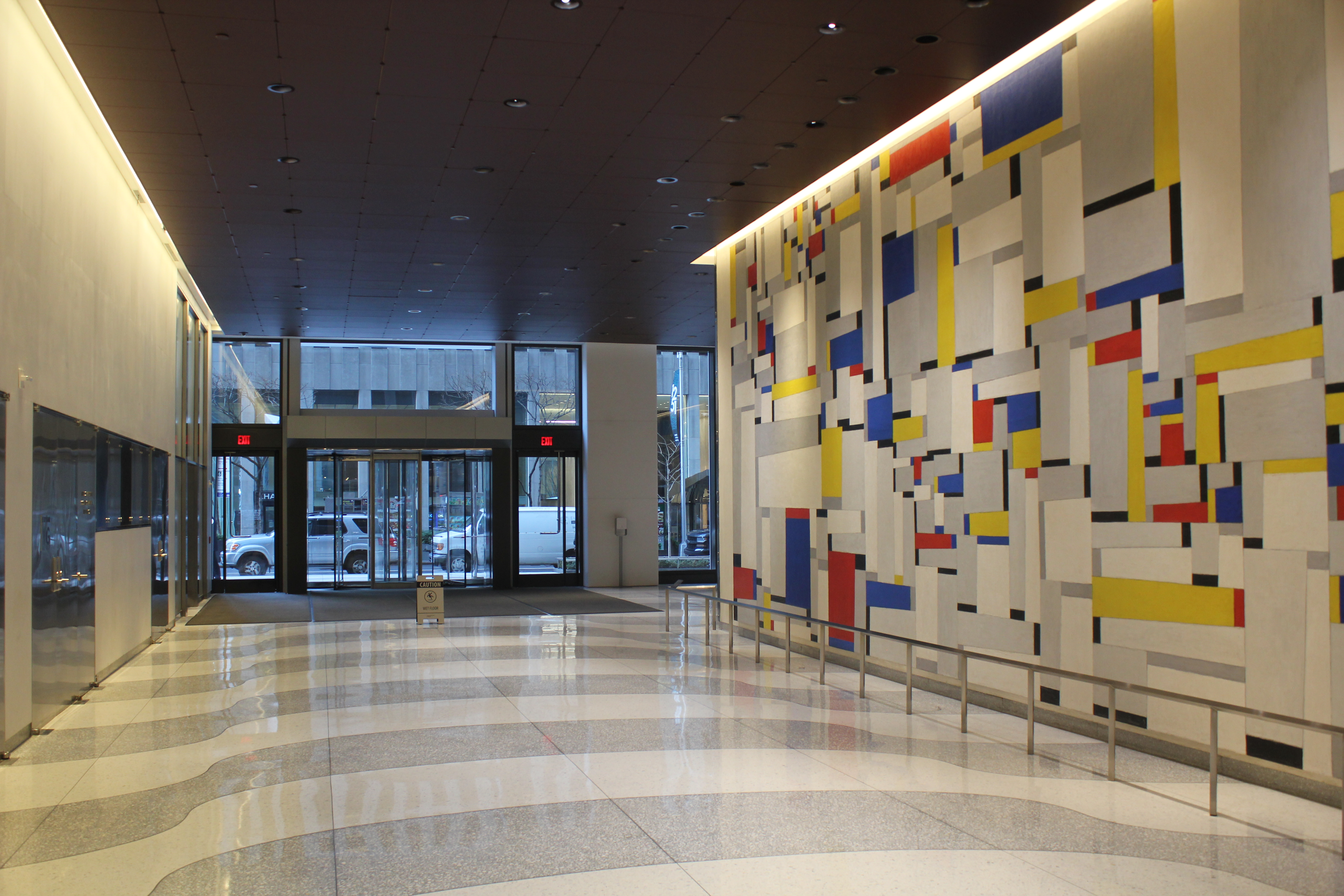
Blick in die Lobby
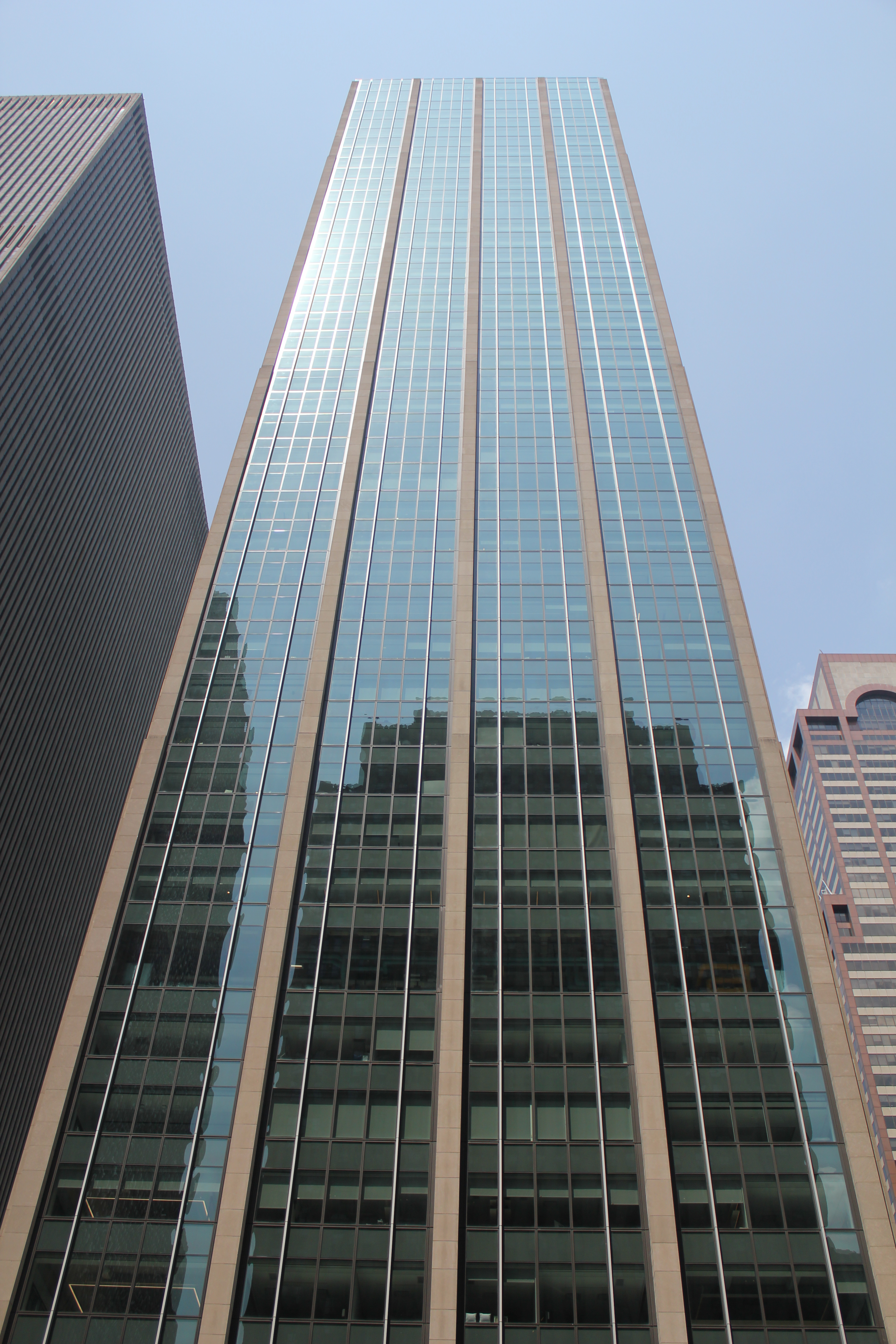
Neue Vorhangfassade 2021